# Carn Ban

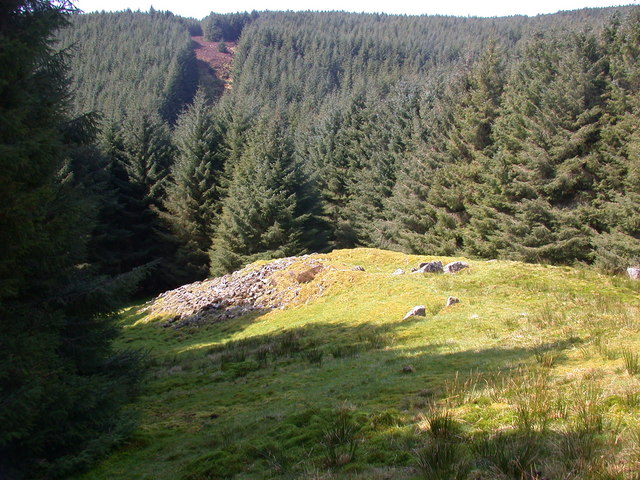
Carn Ban

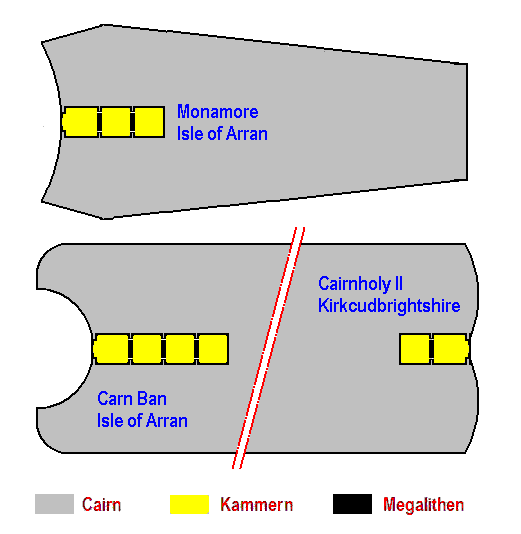
Prinzipskizze von Clyde tombs

Der 1902 von Thomas Hastie Bryce (1862–1946) ausgegrabene Carn Ban ist ein Clyde Tomb auf einer Waldlichtung auf der Isle of Arran in North Ayrshire in Schottland. 
Der Cairn aus „Black Arran Pitchstones“ (Pechstein) ist eine der wenigen Megalithanlagen auf der Insel, die nicht küstennah entstand. Der Hügel des Carn Ban ist etwa rechteckig, etwa 30,0 m lang und 18,0 m breit. Am unteren Ende des Cairns ist er etwa 4,5 m hoch, an der Rückseite der Kammer noch etwa 3,6 m hoch und am nordöstlichen Ende verschmilzt er im Anstieg des Hügels in einen halbrunden von Hörnern (horned Cairn) gesäumten 10,2 m breiten und über 6,1 m tiefen Vorplatz.
Offensichtlich sind Erde und Stein aus dem Hang über dem Cairn ausgewittert und haben sich in der Senke zwischen dem Hügel und dem Cairnende angesammelt, vor allem aber den Vorhof nahezu vollständig begraben. Das Ende der beiden Hörner wird durch zwei aufrechte Platten markiert, während Cairnmaterial an den Hörnerenden nicht sichtbar ist. Obwohl es unterhalb der Vegetation existiert, hat es offensichtlich nie die Höhe der Orthostaten erreicht. Auf der nordwestlichen Seite des einen Horns gibt es einen etwa 0,9 m hohen Stein. Er markiert die Hornbreite von etwa 4,2 m. Als T. H. Bryce 1902 diese Seite des Cairns ausgrub, fand er keine gebaute Einfassung. Sechs Steine der Fassade des Vorplatzes sind in unregelmäßigen Abständen zu sehen. Offenbar sind aber mehrere verborgen. Die 5,6 m lange Kammer ist in vier Bereiche unterteilt. Sie wurde nach der Grabung von Bryce wieder mit loser Erde und Steinen, einige davon groß, verfüllt. Der Kammerboden war von einer fünf Zentimeter dicken Holzkohleschicht bedeckt. 
Die einzigen Funde bestanden aus Feuerstein- und Pechsteinabschlägen und dem unverbrannten Fragment eines menschlichen Knochens. Ein heute verlorenes Fragment von verbrannten Knochen fand sich auch am Südwestende des Cairns, wo mehrere größere Steine auf die Anwesenheit einer zweiten Kammer deuten. An der Westecke des Cairns befand sich eine Lage aus drei flachen Platten, die Stücke eines zerbrochenen Steins zu sein scheinen. Dieser stand wahrscheinlich aufrecht an oder nahe der Ecke des Cairns. 
Ein Feuersteinschaber und einige Abschläge, vor allem aus Feuerstein, aber einige auch aus Pechstein, wurden nahe Carn Ban gefunden.